# Permis de conduire au Japon
Cette page contient des caractères spéciaux ou non latins. S’ils s’affichent mal (▯, ?, etc.), consultez la page d’aide Unicode.
Pour un article plus général, voir Permis de conduire.
Au Japon, un permis de conduire (運転免許, unten menkyo) est nécessaire lors de l'utilisation d'une voiture, moto ou cyclomoteur sur les routes publiques. Les permis de conduire sont délivrés par les commissions gouvernementale de sécurité publique des préfectures et sont supervisés à l'échelle nationale par l'Agence nationale de police (警察庁, Keisatsu-chō).

## Types de permis
Les permis sont divisés par niveau d'expérience et par type de véhicule.

### Classes
| Nom                | Nom japonais   | Description |
| ------------------ | -------------- | --- |
| Permis provisoire  | 仮運転免許     | Émis à un nouveau conducteur en formation pour un permis de classe 1. Le conducteur doit installer une plaque noire sur blanche à l'extérieur du véhicule pour indiquer son statut particulier. Il doit être également accompagné d'un titulaire de permis de classe 1 qui le supervise durant la conduite. Ce permis a une durée de validité de six mois. |
| Permis de classe 1 | 第一種運転免許 | Permis ordinaire pour utiliser une voiture particulière. |
| Permis de classe 2 | 第二種運転免許 | Nécessaire en cas d'utilisation d'un véhicule de transport de passagers à but commercial comme un taxi ou un bus. Le conducteur doit être âgé de 21 ans ou plus et avoir roulé pendant au moins trois ans avec un permis de classe 1 (réduit à deux ans pour les forces japonaises d'autodéfense).                                                         |

### Catégories
Les catégories de véhicules sont les suivantes : 
| Nom                    | Nom japonais   | Description |
| ---------------------- | -------------- | --- |
| Véhicule lourd         | 大型自動車     | Tout véhicule pesant 11 tonnes ou plus, ayant une capacité maximale de 6,5 tonnes ou plus, ou transportant au moins 30 personnes.                                                 |
| Véhicule moyen         | 中型自動車     | Tout véhicule pesant 5 tonnes ou plus, ayant une capacité maximale de 3 tonnes ou plus, ou transportant au moins 11 personnes.                                                    |
| Véhicule ordinaire     | 普通自動車     | Tout véhicule motorisé en dehors des autres classifications. |
| Véhicule spécial lourd | 大型特殊自動車 | Équipements automobiles spécialisés tels que des tracteurs ou des grues qui sont utilisés pour un travail particulier et qui ne sont pas classés comme petits véhicules spéciaux. |
| Petit véhicule spécial | 小型特殊自動車 | Équipement automobile spécialisé dont la vitesse maximale est de 15 km/h et de dimension inférieure ou égale à 4,7 m × 1,7 m × 2,8 m.                                             |
| Moto lourde            | 大型自動二輪車 | Toute motocyclette à cylindrée supérieure à 400 cm3. |
| Motocyclette ordinaire | 普通自動二輪車 | Toute motocyclette à cylindrée supérieure à 50 cm3. |
| Vélomoteur             | 原動機付自転車 | Toute motocyclette avec un cylindrée inférieur ou égale à 50 cm3. |

| Type de permis classe 1                  | Type de permis classe 1                | Types de véhicule autorisés à conduire | Types de véhicule autorisés à conduire | Types de véhicule autorisés à conduire | Types de véhicule autorisés à conduire | Types de véhicule autorisés à conduire | Types de véhicule autorisés à conduire | Types de véhicule autorisés à conduire | Types de véhicule autorisés à conduire | Âge minimum |
| Type de permis classe 1                  | Type de permis classe 1                | Véhicule (自動車) | Véhicule (自動車) | Véhicule (自動車) | Véhicule spécial (特殊自動車) | Véhicule spécial (特殊自動車) | Moto (自動二輪車) | Moto (自動二輪車) | Vélomoteur (原動機付自転車) | Âge minimum |
| Type de permis classe 1                  | Type de permis classe 1                | Lourd (大型) | Moyen (中型) | Ordinaire (普通) | Lourd (大型) | Petit (小型) | Lourd (大型) | Ordinaire (普通) | Vélomoteur (原動機付自転車) | Âge minimum |
| Permis véhicule (自動車免許)             | Lourd (大型)                           | Autorisé | Autorisé | Autorisé | | Autorisé | | | Autorisé | 21 (20)     |
| Permis véhicule (自動車免許)             | Moyen (中型)                           | | Autorisé | Autorisé | | Autorisé | | | Autorisé | 20 (19)     |
| Permis véhicule (自動車免許)             | Ordinaire (普通)                       | | | Autorisé | | Autorisé | | | Autorisé | 18          |
| Permis véhicule spécial (特殊自動車免許) | Lourd (大型)                           | | | | Autorisé | Autorisé | | | Autorisé | 18          |
| Permis véhicule spécial (特殊自動車免許) | Petit (小型)                           | | | | | Autorisé | | | | 16          |
| Permis moto (自動二輪車免許)             | Lourd (大型)                           | | | | | Autorisé | Autorisé | Autorisé | Autorisé | 18          |
| Permis moto (自動二輪車免許)             | Ordinaire (普通)                       | | | | | Autorisé | | Autorisé | Autorisé | 16          |
| Permis vélomoteur (原動機付自転車免許)   | Permis vélomoteur (原動機付自転車免許) | | | | | | | | Autorisé | 16          |
| Trailer licence (牽引免許)               | Trailer licence (牽引免許)             | Obligatoire pour conduire un véhicule remorquant une remorque pesant plus de 750 kg brut (excepté pour le remorquage des véhicules endommagés). | Obligatoire pour conduire un véhicule remorquant une remorque pesant plus de 750 kg brut (excepté pour le remorquage des véhicules endommagés). | Obligatoire pour conduire un véhicule remorquant une remorque pesant plus de 750 kg brut (excepté pour le remorquage des véhicules endommagés). | Obligatoire pour conduire un véhicule remorquant une remorque pesant plus de 750 kg brut (excepté pour le remorquage des véhicules endommagés). | Obligatoire pour conduire un véhicule remorquant une remorque pesant plus de 750 kg brut (excepté pour le remorquage des véhicules endommagés). | Obligatoire pour conduire un véhicule remorquant une remorque pesant plus de 750 kg brut (excepté pour le remorquage des véhicules endommagés). | Obligatoire pour conduire un véhicule remorquant une remorque pesant plus de 750 kg brut (excepté pour le remorquage des véhicules endommagés). | Obligatoire pour conduire un véhicule remorquant une remorque pesant plus de 750 kg brut (excepté pour le remorquage des véhicules endommagés). | 18          |

## Carte du permis de conduire

### Disposition d'une carte de permis de conduire
| 氏名                         | ◯ ◯ ◯ ◯                      | ◯ ◯ ◯ ◯ | ◯◯ＹＹ年ＭＭ月ＤＤ日生     | ◯◯ＹＹ年ＭＭ月ＤＤ日生 |          |          |          |
|                              |                              | |                            |                        |          |          |          |
| 住所                         | ◯◯◯◯◯◯◯◯◯◯◯◯◯◯               | ◯◯◯◯◯◯◯◯◯◯◯◯◯◯ | ◯◯◯◯◯◯◯◯◯◯◯◯◯◯             | ◯◯◯◯◯◯◯◯◯◯◯◯◯◯         |          |          |          |
| 交付                         | ◯◯ＹＹ年ＭＭ月ＤＤ日 ◯◯◯◯◯   | ◯◯ＹＹ年ＭＭ月ＤＤ日 ◯◯◯◯◯ | ◯◯ＹＹ年ＭＭ月ＤＤ日 ◯◯◯◯◯ | 撮影                   |          |          |          |
| ◯◯ＹＹ年ＭＭ月ＤＤ日まで有効 | ◯◯ＹＹ年ＭＭ月ＤＤ日まで有効 | ◯◯ＹＹ年ＭＭ月ＤＤ日まで有効 | 運 転 免 許 証             | 撮影                   |          |          |          |
| 免許の 条件等                |                              | | 運 転 免 許 証             | 撮影                   |          |          |          |
| 番号                         | 第 123456789000 号           | 第 123456789000 号 | 運 転 免 許 証             | 撮影                   |          |          |          |
| 二•小•原                     | ◯◯ＹＹ年ＭＭ月ＤＤ日         | \| 種 類 \| 大 型 \| 中 型 \| 普 通 \| 大 特 \| 大 自 二 \| 普 自 二 \| 小 特 \| \| 種 類 \| 原 付 \| け 引 \| 大 二 \| 中 二 \| 普 二 \| 大 特 二 \| け 引 二 \| | 運 転 免 許 証             | 撮影                   |          |          |          |
| 他                           | ◯◯ＹＹ年ＭＭ月ＤＤ日         | \| 種 類 \| 大 型 \| 中 型 \| 普 通 \| 大 特 \| 大 自 二 \| 普 自 二 \| 小 特 \| \| 種 類 \| 原 付 \| け 引 \| 大 二 \| 中 二 \| 普 二 \| 大 特 二 \| け 引 二 \| | 運 転 免 許 証             | 都道府県 公安委員会    |          |          |          |
| 二種                         | ◯◯ＹＹ年ＭＭ月ＤＤ日         | \| 種 類 \| 大 型 \| 中 型 \| 普 通 \| 大 特 \| 大 自 二 \| 普 自 二 \| 小 特 \| \| 種 類 \| 原 付 \| け 引 \| 大 二 \| 中 二 \| 普 二 \| 大 特 二 \| け 引 二 \| | 運 転 免 許 証             | 都道府県 公安委員会    |          |          |          |
| 種 類                        | 大 型                        | 中 型 | 普 通                      | 大 特                  | 大 自 二 | 普 自 二 | 小 特    |
| 種 類                        | 原 付                        | け 引 | 大 二                      | 中 二                  | 普 二    | 大 特 二 | け 引 二 |

| 種 類 | 大 型 | 中 型 | 普 通 | 大 特 | 大 自 二 | 普 自 二 | 小 特    |
| 種 類 | 原 付 | け 引 | 大 二 | 中 二 | 普 二    | 大 特 二 | け 引 二 |

### Description
| No. | Japonais         | Français                                           | Notes |
| --- | ---------------- | -------------------------------------------------- | --- |
| 1   | 年 月 日生       | Date de naissance                                  | |
| 2   | 氏名             | Nom et postnom                                     | |
| 3   | 住所             | Adresse                                            | |
| 4   | 交付             | Date d'émission de la carte                        | |
| 5   | 年 月 日まで有効 | Date d'expiration de la carte                      | Couleur de fond : vert pour les nouveaux conducteurs (valide pendant 3 ans), bleu pour les nouveaux conducteurs et doré pour les bons conducteurs (aucune infraction sur le permis précédent, valide pendant 5 ans) |
| 6   | 免許の条件等     | Conditions                                         | Restriction(s) supplémentaire(s) comme la mention de conduite sur véhicules à transmission automatique uniquement par exemple.                                                                                      |
| 7   | 優良             | Supérieur                                          | Annotation pour les bons conducteur (avec un fond doré). |
| 8   | 番号             | Numéro du permis                                   | |
| 9   | 二•小•原         | Date de première délivrance des permis de conduire | Inclus les permis moto (二輪車), petits véhicules spéciaux (小型特殊自動車) ou les permis vélomoteur (原動機付自転車).                                                                                              |
| 10  | 他               | Date de première délivrance des autres permis      | Autres catégories excepté les permis commerciaux. |
| 11  | 二種             | Date de première délivrance des permis commerciaux | Signifie littéralement permis de conduire du deuxième type |
| 12  | 種類             | Catégories valides                                 | Les catégories valides sont présentés en abréviations en Kanji, non valides seulement avec un trait d'union. |
| 13  | 番号             | Nombre                                             | Numéro de référence interne. |
| 14  | 公安委員会       | Autorité de délivrance                             | Commission de la sécurité publique d'une préfecture |
| 15  |                  | Sceau                                              | Sceau officiel de la Commission préfectorale de sécurité publique |
| 16  |                  | Photographie                                       | |

## International
Le Japon n'a pas signé la convention de Vienne sur la circulation routière du 8 novembre 1968 et ne reconnaît que la validité d'un permis de conduire étranger conforme à une convention antérieure, signée à Genève, en 1949. Des accords sont passés entre le Japon, la France, la Suisse, l'Allemagne, la Belgique, la Slovénie, Monaco et Taïwan permettant aux ressortissants japonais (et réciproquement) de rouler à l'étranger à condition de fournir une traduction certifiée et de séjourner moins d'un an, au-delà duquel un permis local est nécessaire,.